# Turbopsebius sulphuripes
Turbopsebius sulphuripes är en tvåvingeart som först beskrevs av Friedrich Hermann Loew 1870.  Turbopsebius sulphuripes ingår i släktet Turbopsebius och familjen kulflugor. Inga underarter finns listade i Catalogue of Life.